# Pusztamiske
Pusztamiske är en ort (by) i provinsen Veszprém i västra Ungern. Orten har 397 invånare (2024), på en yta av 17,81 km². Den ligger cirka 9,5 kilometer sydväst om Ajka.